# Peter Collins (kierowca wyścigowy)
Peter John Collins (ur. 6 listopada 1931 w Kidderminster, zm. 3 sierpnia 1958 w Bonn) – brytyjski kierowca wyścigowy, uczestnik Mistrzostw Świata Formuły 1 w latach 1952–1958. W roku 1956 wygrał Grand Prix Belgii i Grand Prix Francji.
Przekazał swój bolid konkurentowi do mistrzostwa świata Juanowi Manuelowi Fangio podczas Grand Prix Włoch na torze Monza. Zginął na torze Nürburgring podczas Grand Prix Niemiec w 1958 roku.

## Biografia
Urodził się w 1931 roku jako syn Pata i Elaine. W 1948 otrzymał jako prezent urodzinowy Coopera T5. W 1949 roku zadebiutował w wyścigach, uczestnicząc w Goodwood Easter Meeting. W czerwcu Collins sprzedał T5, nabywając w zamian Coopera T7 z silnikiem JAP, zamienionym następnie na motocyklową jednostkę Norton. Tym samochodem Collins wygrał zawody 100 Mile Race na torze Silverstone. Triumfował również we wrześniowym wyścigu w Goodwood. W połowie 1950 roku rozpoczął używanie Coopera T11, którym zwyciężył w Castle Combe. W roku 1951 używał napędzanego silnikiem Norton JBS.
W 1952 roku, z rekomendacji Rega Parnella, Collins trafił do zespołu Aston Martin, w którym ścigał się samochodami sportowymi. W barwach zespołu wygrał w 1952 roku wyścig 9h Goodwood. Ponadto dwukrotnie był drugi w 24h Le Mans (w 1955 i 1956 roku).
W 1952 roku, w wieku 20 lat, Collins zadebiutował w Mistrzostwach Świata Formuły 1, rywalizując w zespole HWM, w którym zastąpił Stirlinga Mossa. Najlepszym rezultatem z okresu startów w HWM było szóste miejsce w Grand Prix Francji 1952. W 1954 roku ścigał się Vanwallem Special w zespole Tony'ego Vandervella, natomiast rok później wystartował w dwóch Grand Prix Maserati 250F. Mimo że nie ukończył żadnego wyścigu, na 1956 rok z rekomendacji Mike'a Hawthorna przeszedł do Scuderia Ferrari, gdzie partnerował Juanowi Manuelowi Fangio.

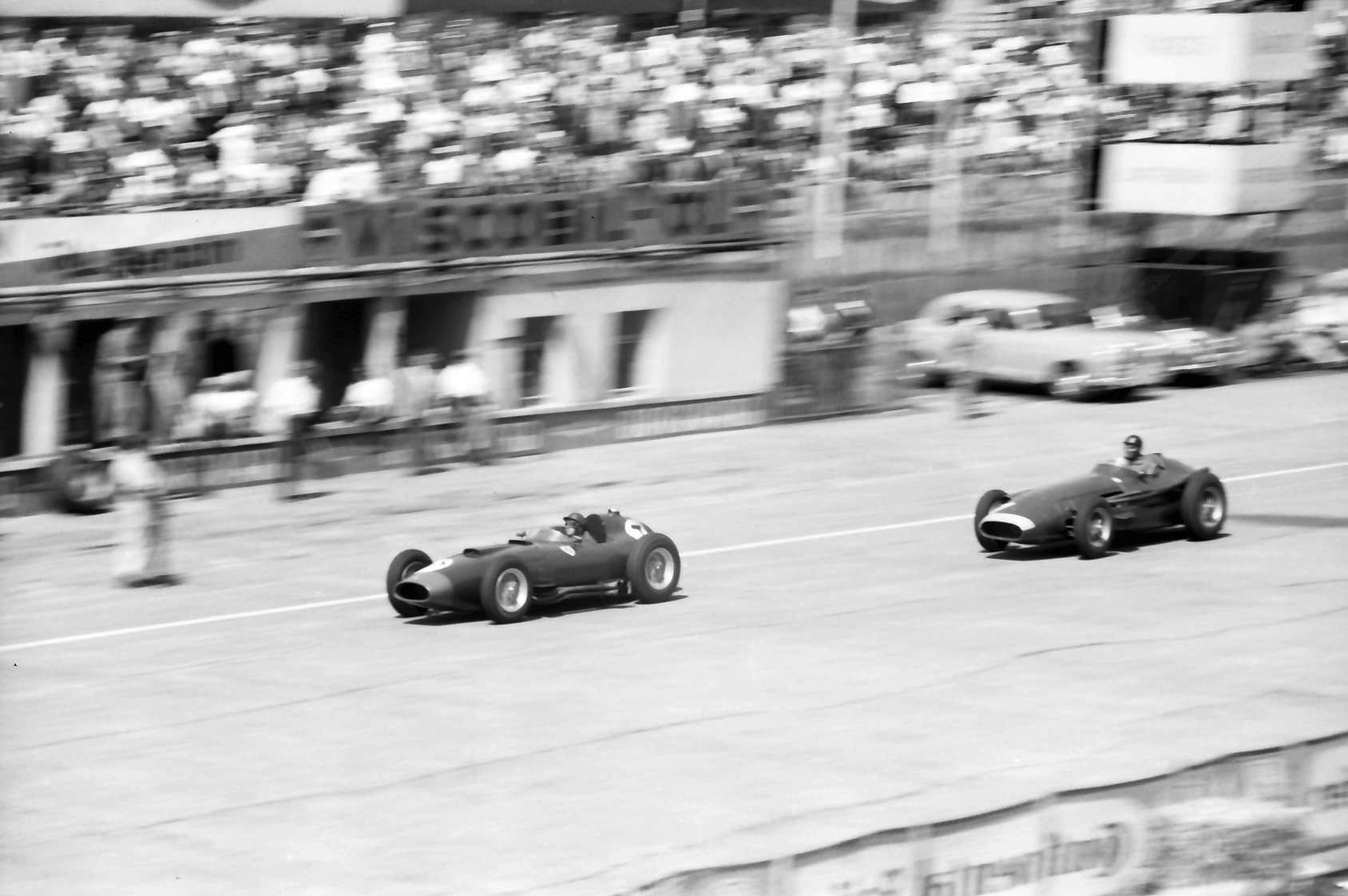
Collins (na czele) podczas Grand Prix Niemiec 1957

W pierwszym sezonie z Ferrari Collins wygrał Grand Prix Belgii i Grand Prix Francji, dzięki czemu do ostatniego wyścigu przystępował z szansami na tytuł mistrzowski. W trakcie wyścigu Fangio odpadł wskutek awarii układu kierowniczego, w związku z czym uzyskanie zwycięstwa i najszybszego okrążenia dawało Collinsowi tytuł mistrza świata. Na 30 okrążeniu Collins awansował na trzecie miejsce. Tymczasem aby zdobyć tytuł, Fangio musiał przejąć czyjś samochód i ustanowić najszybsze okrążenie. Mimo poleceń zespołu Luigi Musso nie chciał odstąpić swojego pojazdu. Collins na 35 okrążeniu zjechał do boksów na sprawdzenie opon, po czym odstąpił swój samochód Fangio, pozbawiając siebie szansy na tytuł.
Po nieudanym sezonie 1957, w 1958 roku Ferrari wystawiło model Dino 246. Na początku sezonu Collins nie ukończył kilku wyścigów, ale w Wielkiej Brytanii odniósł swoje trzecie zwycięstwo w karierze.

## Śmierć
3 sierpnia 1958 roku odbywało się Grand Prix Niemiec. Collins prowadził do 10 okrążenia, a następnie liderem został Tony Brooks. Collins próbował odzyskać prowadzenie i w sekcji Pflanzgarten wjechał za szeroko. Wskutek tego jego Ferrari koziołkowało, a Collins wypadł z samochodu i uderzył w drzewo. Zmarł w szpitalu tego samego dnia wskutek urazów głowy.

## Życie prywatne
W lutym 1957 roku poślubił aktorkę Louise Cordier. Małżeństwo mieszkało w Monako.

## Wyniki
| Legenda oznaczeń w tabelach wyników Wyświetl szablon na nowej stronie | Legenda oznaczeń w tabelach wyników Wyświetl szablon na nowej stronie                                                                     |
| Oznaczenie                                                            | Wyjaśnienie |
| --------------------------------------------------------------------- | --- |
| Złoty                                                                 | Zwycięzca lub mistrzostwo |
| Srebrny                                                               | 2. miejsce lub wicemistrzostwo |
| Brązowy                                                               | 3. miejsce lub II wicemistrzostwo |
| Zielony                                                               | Ukończył, punktował (w klasyfikacji generalnej, gdy zdobył co najmniej jeden punkt na przestrzeni sezonu, poza trzema powyższymi opcjami) |
| Niebieski                                                             | Ukończył, nie punktował (w klasyfikacji generalnej, gdy nie zdobył co najmniej jednego punktu na przestrzeni sezonu)                      |
| Czerwony                                                              | Nie zakwalifikował się (NZ) |
| Czerwony                                                              | Nie prekwalifikował się (NPK) |
| Różowy                                                                | Nie ukończył (NU) |
| Różowy                                                                | Niesklasyfikowany (NS) (w klasyfikacji generalnej, gdy nie został sklasyfikowany w żadnym wyścigu sezonu)                                 |
| Czarny                                                                | Zdyskwalifikowany (DK) |
| Czarny                                                                | Wykluczony (WYK/EX) |
| Biały                                                                 | Nie wystartował (NW) |
| Biały                                                                 | Kontuzjowany (K/INJ) |
| Biały                                                                 | Wyścig odwołany (OD/C) |
| Bez koloru                                                            | Został wycofany (WYC/WD) |
| Bez koloru                                                            | Nie przybył (NP/DNA) |
| Bez koloru                                                            | Nie brał udziału w treningach (NT/DNP) |
| Bez koloru                                                            | Nie został zgłoszony (–) |
| Pogrubienie                                                           | Start z pole position |
| Kursywa                                                               | Najszybsze okrążenie wyścigu |
| †                                                                     | Nie ukończył, ale jego rezultat został zaliczony ze względu na przejechanie więcej niż 90% dystansu wyścigu.                              |
| *                                                                     | Sezon w trakcie |
| 1/2/3                                                                 | Punktowana pozycja w sprincie kwalifikacyjnym                                                                                             |
| Lista systemów punktacji Formuły 1                                    | |

### Mistrzostwa Świata Formuły 1
| Rok  | Zespół                    | Samochód         | Silnik   | Wyniki w poszczególnych eliminacjach | Wyniki w poszczególnych eliminacjach | Wyniki w poszczególnych eliminacjach | Wyniki w poszczególnych eliminacjach | Wyniki w poszczególnych eliminacjach | Wyniki w poszczególnych eliminacjach | Wyniki w poszczególnych eliminacjach | Wyniki w poszczególnych eliminacjach | Wyniki w poszczególnych eliminacjach | Wyniki w poszczególnych eliminacjach | Wyniki w poszczególnych eliminacjach | Pkt. | Msc. |
| ---- | ------------------------- | ---------------- | -------- | ------------------------------------ | ------------------------------------ | ------------------------------------ | ------------------------------------ | ------------------------------------ | ------------------------------------ | ------------------------------------ | ------------------------------------ | ------------------------------------ | ------------------------------------ | ------------------------------------ | ---- | ---- |
| 1952 |                           |                  |          | Szwajcaria                           | Stany Zjednoczone                    | Belgia                               | Francja                              | Wielka Brytania                      |                                      | Holandia                             | Włochy                               |                                      |                                      |                                      | 0    | 25   |
| 1952 | HW Motors                 | HWM 52           | Alta     | NU                                   | -                                    | NU                                   | 6                                    | NU                                   | NW                                   | -                                    | NZ                                   |                                      |                                      |                                      | 0    | 25   |
| 1953 |                           |                  |          | Argentyna                            | Stany Zjednoczone                    | Holandia                             | Belgia                               | Francja                              | Wielka Brytania                      |                                      | Szwajcaria                           | Włochy                               |                                      |                                      | 0    | 32   |
| 1953 | HW Motors                 | HWM 53           | Alta     | -                                    | -                                    | 8                                    | NU                                   | 13                                   | NU                                   | -                                    | -                                    | -                                    |                                      |                                      | 0    | 32   |
| 1954 |                           |                  |          | Argentyna                            | Stany Zjednoczone                    | Belgia                               | Francja                              | Wielka Brytania                      |                                      | Szwajcaria                           | Włochy                               |                                      |                                      |                                      | 0    | 34   |
| 1954 | G A Vandervell            | Vanwall Special  | Vanwall  | -                                    | -                                    | -                                    | -                                    | NU                                   | -                                    | -                                    | 7                                    | NW                                   |                                      |                                      | 0    | 34   |
| 1955 |                           |                  |          | Argentyna                            | Monako                               | Stany Zjednoczone                    | Belgia                               | Holandia                             | Wielka Brytania                      | Włochy                               |                                      |                                      |                                      |                                      | 0    | NS   |
| 1955 | Owen Racing Organisation  | Maserati 250F    | Maserati | -                                    | -                                    | -                                    | -                                    | -                                    | NU                                   | -                                    |                                      |                                      |                                      |                                      | 0    | NS   |
| 1955 | Officine Alfieri Maserati | Maserati 250F    | Maserati | -                                    | -                                    | -                                    | -                                    | -                                    | -                                    | NU                                   |                                      |                                      |                                      |                                      | 0    | NS   |
| 1956 |                           |                  |          | Argentyna                            | Monako                               | Stany Zjednoczone                    | Belgia                               | Francja                              | Wielka Brytania                      |                                      | Włochy                               |                                      |                                      |                                      | 25   | 3    |
| 1956 | Scuderia Ferrari          | Ferrari 555      | Ferrari  | NU                                   | -                                    | -                                    | -                                    | -                                    | -                                    | -                                    | -                                    |                                      |                                      |                                      | 25   | 3    |
| 1956 | Scuderia Ferrari          | Ferrari D50      | Ferrari  | -                                    | 2*                                   | -                                    | 1                                    | 1                                    | 2*                                   | NU*                                  | 2*                                   |                                      |                                      |                                      | 25   | 3    |
| 1957 |                           |                  |          | Argentyna                            | Monako                               | Stany Zjednoczone                    | Francja                              | Wielka Brytania                      |                                      | Włochy                               | Włochy                               |                                      |                                      |                                      | 8    | 9    |
| 1957 | Scuderia Ferrari          | Ferrari D50      | Ferrari  | 6*                                   | -                                    | -                                    | -                                    | -                                    | -                                    | -                                    | -                                    |                                      |                                      |                                      | 8    | 9    |
| 1957 | Scuderia Ferrari          | Ferrari 801 F1   | Ferrari  | -                                    | NU                                   | -                                    | 3                                    | 4*                                   | 3                                    | -                                    | NU                                   |                                      |                                      |                                      | 8    | 9    |
| 1958 |                           |                  |          | Argentyna                            | Monako                               | Holandia                             | Stany Zjednoczone                    | Belgia                               | Francja                              | Wielka Brytania                      | Niemcy                               | Portugalia                           | Włochy                               | Maroko                               | 14   | 5    |
| 1958 | Scuderia Ferrari          | Ferrari Dino 246 | Ferrari  | NU                                   | 3                                    | NU                                   | -                                    | NU                                   | 5                                    | 1                                    | NU                                   | -                                    | -                                    | -                                    | 14   | 5    |

* – samochód dzielony

### 24h Le Mans
| Rok  | Zespół            | Partnerzy     | Samochód          | Klasa | Okr. | Msc. | Msc. klas. |
| ---- | ----------------- | ------------- | ----------------- | ----- | ---- | ---- | ---------- |
| 1952 | Aston Martin Ltd. | Lance Macklin | Aston Martin DB3  | S3.0  |      | NU   | NU         |
| 1953 | Aston Martin Ltd. | Reg Parnell   | Aston Martin DB3S | S3.0  | 16   | NU   | NU         |
| 1954 | David Brown       | Prince Bira   | Aston Martin DB3S | S3.0  | 137  | NU   | NU         |
| 1955 | Aston Martin Ltd. | Paul Frère    | Aston Martin DB3S | S3.0  | 302  | 2    | 1          |
| 1956 | David Brown       | Stirling Moss | Aston Martin DB3S | S3.0  | 299  | 2    | 1          |
| 1957 | Scuderia Ferrari  | Phil Hill     | Ferrari 335 S     | S3.0  | 2    | NU   | NU         |
| 1958 | Scuderia Ferrari  | Mike Hawthorn | Ferrari 250 TR 58 | S3.0  | 112  | NU   | NU         |